# Clak
Clak est une série télévisée québécoise s'adressant aux enfants d'âge pré-scolaire et diffusée du 5 janvier 1972 au 30 janvier 1974 à la Télévision de Radio-Canada.

## Commentaires
« La première de l'émission aura lieu le mercredi 5 janvier 1972 à 10 h 15. Cette autre émission couleur se divise en quatre modules (le Cueilleur de son, Coco-Soleil, la Psychomotricité et les Mathématiques). Armé d'un magnétophone, le Cueilleur de son André Richard se déplace à l'aide d'un triporteur pour capter les sons et les bruits de l'univers. Ginette Bellavance visualise ensuite les sons enregistrés en écrivant une partition inspirée par le rythme des bruits. Cette partition sera projetée sur un écran transparent.
Coco-Soleil (Jean-Pierre Ménard), c'est un épouvantail inventé par l'auteur Jacqueline Barette. ll vit avec trois compagnons: la Tomate (Jocelyne Goyette), la Carotte (Jacqueline Barette) et le Piment (Micheline Deslauriers). Avec Coco-Soleil et ses amis, les jeunes seront invités à prendre conscience d'eux-mêmes et de leur corps.
Vanessa Solioz dirigera le module de la Psychomotricité. Elle enseignera aux petits comment faire des mouvements de plus en plus complexes en vue de les préparer à écrire par des exercices de coordination, de dissociation et d'équilibre.
Clak comprend aussi un module film. Ces films de l'ONF inspirés par les mathématiques et la géométrie seront accompagnés d'une trame musicale de Ginette Bellevance. Tous ces films ont été choisis pour la qualité de leur caractère intuitif. Clak sera réalisé par Guy Comeau. »

Au début de février 1973, Ici Radio-Canada présentait ainsi l’émission :
« Clak est composé de trois modules qui mettent en branle, chacun à leur manière, l'imagination des enfants: les Touffus, Coco-Soleil et la psychomotricité.
Les Touffus ce sont Chevelue (Louise Portal) et bien évidemment Touffu (André Cartier). Curieux. ils aiment tous les deux regarder autour d'eux et ils font part de leurs observations aux enfants. S'ils semblent naïfs devant certains phénomènes, c'est pour mieux permettre à l'enfant de les corriger, puisque ce dernier n'est pas uniquement un téléspectateur, on le considère avant tout comme un participant à l'émission.
Coco-Soleil (Robert Toupin) est un épouvantail comme on n'en rencontre presque plus de nos jours. Sympathique et tendre (il ne veut pas effrayer les oiseaux), il n'a que des amis. Parmi ceux-ci on retrouve trois légumes que Coco-Soleil a emmenés avec lui lorsque, grâce à la Fée de I'Été, il s'est échappé pour éviter d'être brûlé par son maître. La Tomate (Jocelyne Goyette) représente, en quelque sorte, le boute-en-train du groupe. Elle rit sans cesse et elle est passée experte dans I'art de la "taquinerie". Le Piment (Micheline Deslauriers) est un peu fanfaron et un tantinet impulsif, voilà pourquoi il ne semble pas toujours apprécier les plaisanteries "épicées" de ses consœurs. La Carotte (Jacqueline Barette), parce qu'elle est pincée, joue le rôle de l'aristocrate de ce merveilleux potager.
Pour sa part, Vanessa Solioz invite les enfants, dans le module psychomotricité, grâce à des exercices de coordination et de dissociation, à se concentrer et à prendre conscience de leur corps.
Les textes de Pierrette Beaudouin, Jacqueline Barette et Vanessa Solioz développent un thème par émission qu'on retrouve d'ailleurs plus tard dans la série, histoire d'en présenter les facettes différentes. »

## Fiche technique
- Textes : Jacqueline Barrette, Madeleine Bennett, Pierrette Beaudoin, Vanessa Solioz
- Réalisation : Guy Comeau
- Société de production : Société Radio-Canada

## Distribution
- Jean-Pierre Ménard : Coco-Soleil
- Robert Toupin : Coco-Soleil
- Jocelyne Goyette : La Tomate
- Jacqueline Barrette : La Carotte
- Micheline Deslauriers : Le Piment
- Louise Portal : Chevelue
- André Cartier : Touffu